# Vatroslav Mimica
Vatroslav Mimica (* 25. Juni 1923 in Omiš; † 15. Februar 2020 in Zagreb) war ein jugoslawischer und kroatischer Regisseur und Drehbuchautor.

## Leben und Werk
Mimica studierte bis zum Ausbruch des Zweiten Weltkriegs Medizin an der Universität Zagreb. Mit Kriegsausbruch schloss er sich der Volksbefreiungsarmee (Jugoslawien) an und war Mitglied der kommunistischen Jugendorganisation der kommunistischen Partei Jugoslawiens. Nach dem Krieg wurde er ab 1950 Leiter der Jadran Film Studios. Die ersten Filme waren Animationsfilme, spätere Filme griffen historische Stoffe auf, wie in Der Falke (1981) über den serbischen Widerstandskämpfer Banović Strahinja.

## Filmografie (Auswahl)
- 1952: U oluji
- 1961: Suleiman, der Eroberer (Solimano il conquistatore)
- 1970: Hranjenik
- 1975: Bauernaufstand anno domini 1573 (Seljacka buna)
- 1978: Die letzte Aktion des Joza „Wolke“ (Posljednji podvig diverzanta oblaka)
- 1981: Der Falke (Banović Strahinja)

## Auszeichnungen
- Nagrada Vladimir Nazor-Preis, 1986
- Goldene Arena bei den Pula Film Festival